# Przylądek Gowiena
Przylądek Gowiena (ros. мыс Говена) – przylądek w Rosji; stanowi południowy kraniec Półwyspu Gowiena; 
współrzędne geograficzne 59°50′N 166°01′E/59,833333 166,016667.
Leży w Kraju Kamczackim nad Morzem Beringa. 
Przylądek znajduje się na terenie Rezerwatu Koriackiego. 